# John Celivergos Zachos
John Celivergos Zachos, né le 20 décembre 1820 à Constantinople et mort le 20 mars 1898 à New York, est un inventeur américain. Il invente le sténotype qui permet d'imprimer un texte lisible de l'alphabet anglais à la vitesse de l'élocution.

## Biographie
D'origine grecque, il s'installe à l'âge de 10 ans aux États-Unis avec le Dr. Samuel O. Howe. Il est diplômé du Kenyon College en Ohio en 1840, et étudie entre 1842 et 1845 à l'université de médecine de Miami, mais n'obtient pas son diplôme. Entre 1855 et 1857, il est directeur de l'école de grammaire du Antioch College à Yellow Springs en Ohio. Pendant la guerre de Sécession, il sert dans l'armée en tant que chirurgien auxiliaire.
Il meurt le 20 mars 1898.

## Publications
Il a édité divers livres et journaux :
- Ohio Journal of Education (1852) : en tant qu'éditeur ;
- New American Speaker (New York, 1852) ;
- Lessons in reading (1857), lessons d'introduction à la lecture et à l'élocution découpé en deux parties : lesson de lecture par Richard Greene Parker, et la seconde partie par John Celivergos Zachos ;
- Analytical Elocution (1861) ;
- New System of Phonic Reading without changing the Orthography » (brochure, Boston, 1863) ;
- Phonic Primer and Reader (1864).